# Psammotis orientalis
Psammotis orientalis is een vlinder uit de familie van de grasmotten (Crambidae). De wetenschappelijke naam van de soort is voor het eerst geldig gepubliceerd in 1968 door Eugene Gordon Munroe en Akira Mutuura.
De spanwijdte bedraagt 24 millimeter.

## Type
- holotype: "male, 10.VIII.1965. leg. T. Nakashima, T. Kumata et al. Type No. 9662"
- instituut: CNC. Ottawa, Canada
- typelocatie: "Japan, Hokkaido, Sarobetu"

## Verspreiding
De soort komt voor in het Russische Verre Oosten, China, Zuid-Korea en Japan